# E-girls
E-girls är ett japanskt popgruppkollektiv under artistbolaget rhythm zone och skötta av agenturen LDH. Nästan alla medlemmar i E-girls kommer från diverse pop-grupper som Dream, Happiness, Flower och EGD (står för EXPG Girls Dancer).

## Medlemmar

### Dream
| Namn    | Födelsedatum     | Kommer från       | Position                 |
| ------- | ---------------- | ----------------- | ------------------------ |
| Aya     | 16 juli 1987     | Osaka prefektur   | Vokalist, E-girls ledare |
| Erie    | 3 september 1987 | Okayama prefektur | Vokalist                 |
| Shizuka | 6 mars 1988      | Osaka prefektur   | Vokalist, Dreams ledare  |
| Ami     | 11 maj 1988      | Osaka prefektur   | Vokalist                 |

### Happiness
| Namn                   | Födelsedatum      | Kommer från        | Position                  |
| ---------------------- | ----------------- | ------------------ | ------------------------- |
| SAYAKA                 | 20 september 1995 | Miyazaki prefektur | Dansare                   |
| Kaede (楓)             | 11 januari 1996   | Kanagawa prefektur | Dansare                   |
| YURINO                 | 6 februari 1996   | Miyazaki prefektur | Dansare                   |
| Kawamoto Ruri (川本璃) | 12 april 1996     | Osaka prefektur    | Vokalist                  |
| Fujii Karen (藤井夏恋) | 16 juli 1996      | Osaka prefektur    | Vokalist, Dansare         |
| MIYUU                  | 16 augusti 1996   | Kanagawa prefektur | Dansare, Happiness ledare |
| Suda Anna (須田アンナ) | 12 oktober 1997   | Tokyo prefektur    | Dansare                   |

### Flower
| Namn                        | Födelsedatum     | Kommer från        | Position                |
| --------------------------- | ---------------- | ------------------ | ----------------------- |
| Nakajima Mio (中島美央)     | 20 november 1993 | Miyazaki prefektur | Dansare                 |
| Washio Reina (鷲尾伶菜)     | 20 januari 1994  | Saga prefektur     | Vokalist, Dansare       |
| Fujii Shuuka (藤井萩花)     | 14 oktober 1994  | Osaka prefektur    | Dansare                 |
| Shigetome Manami (重留真波) | 11 december 1994 | Miyazaki prefektur | Dansare, Flowers ledare |
| Sato Harumi (佐藤晴美)      | 8 juni 1995      | Yamagata prefektur | Dansare                 |
| Ichiki Kyoka (市來杏香)     | 4 januari 1997   | Fukuoka prefektur  | Vokalist, Dansare       |
| Suda Anna (坂東希)          | 4 september 1997 | Tokyo prefektur    | Dansare                 |

### Andra medlemmar
| Namn                          | Födelsedatum      | Kommer från        | Position          |
| ----------------------------- | ----------------- | ------------------ | ----------------- |
| Ikuta Risa (生田梨沙)         | 27 augusti 1992   | Tokyo prefektur    | Dansare           |
| Watanabe Marina (渡邉真梨奈)  | 24 november 1992  | Tokyo prefektur    | Dansare           |
| Yamaguchi Nonoka (山口乃々華) | 8 mars 1998       | Saitama prefektur  | Dansare           |
| Takebe Yuzuna (武部柚那)      | 17 juni 1998      | Hyōgo prefektur    | Vokalist, Dansare |
| Ishii Anna (石井杏奈)         | 11 juli 1998      | Tokyo prefektur    | Dansare           |
| Inagaki Rio (稲垣莉生)        | 17 september 1998 | Kanagawa prefektur | Dansare           |
| Hagio Misato (萩尾美聖)       | 22 november 1998  | Osaka prefektur    | Dansare           |
| Nakajima Momoka (中嶋桃花)    | 29 april 2000     | Hyōgo prefektur    | Dansare           |

## Före detta medlemmar
| Namn                       | Före detta position | Före detta grupp  |           |
| -------------------------- | ------------------- | ----------------- | --------- |
| Sayaka                     | 19 september 1987   | Vokalist          | Dream     |
| MIMU                       | 30 december 1995    | Dansare           | Happiness |
| Yamamoto Runa (山本月)     | 21 november 1997    | Dansare           | bunny     |
| Watts Mira (ヴァッツ美良)  | 6 mars 1999         | Dansare           | bunny     |
| Oishi Miyuu (大石美優)     | 10 november 1997    | Dansare           | bunny     |
| Hanayama Mizuki (花山瑞貴) | 27 januari 1999     | Dansare           | bunny     |
| Kizu Reina (木津玲奈)      | 2 oktober 1994      | Dansare           | EGD       |
| Mizuno Erina (水野絵梨奈)  | 8 februari 1993     | Dansare           | Flower    |
| Sugieda Mayu (杉枝真結)    | 2 januari 1996      | Vokalist, Dansare | Happiness |
| Takeda Kyoka (武田杏香)    | 22 januari 1999     | Dansare           | bunny     |
| Muto Chiharu (武藤千春)    | 3 april 1995        | Vokalist, Dansare | Flower    |

## Diskografi

### Album
| Nr | Namn         | Release-datum | Försäljning | Rank |
| -- | ------------ | ------------- | ----------- | ---- |
| 1  | Lesson 1     | 2013-04-17    | 168,100     | 1    |
| 2  | COLORFUL POP | 2014-03-19    | 157,387     | 1    |

### Singlar
| Nr | Namn                                                  | Release-datum | Försäljning | Rank |
| -- | ----------------------------------------------------- | ------------- | ----------- | ---- |
| 1  | Celebration!                                          | 2011-12-28    | 26,666      | 7    |
| 2  | One Two Three                                         | 2012-04-18    | 23,167      | 12   |
| 3  | Follow Me                                             | 2012-10-03    | 47,039      | 2    |
| 4  | THE NEVER ENDING STORY                                | 2013-02-20    | 49,272      | 2    |
| 5  | CANDY SMILE                                           | 2013-03-13    | 40,301      | 6    |
| 6  | Gomennasai no Kissing You (ごめんなさいのKissing You) | 2013-10-02    | 102,891     | 2    |
| 7  | Kurukuru (クルクル)                                   | 2013-11-20    | 79,200      | 2    |
| 8  | Diamond Only                                          | 2014-02-26    | 76,839      | 2    |
| 9  | E.G. Anthem -WE ARE VENUS-                            | 2014-07-09    | 61,236      | 2    |
| 10 | Odoru Pompokolin (おどるポンポコリン)                 | 2014-08-13    | 40,955      | 5    |
| 11 | Highschool♡love                                       | 2014-09-10    | 72,582      | 2    |
| 12 | Mr.Snowman                                            | 2014-11-26    | -           | -    |